# Avenue du Général-de-Gaulle (Antony)
Pour les articles homonymes, voir Avenue du Général-de-Gaulle.
L'avenue du Général-de-Gaulle est une voie de communication d'Antony dans les Hauts-de-Seine. Elle suit la tracé de la route nationale 186.

## Situation et accès

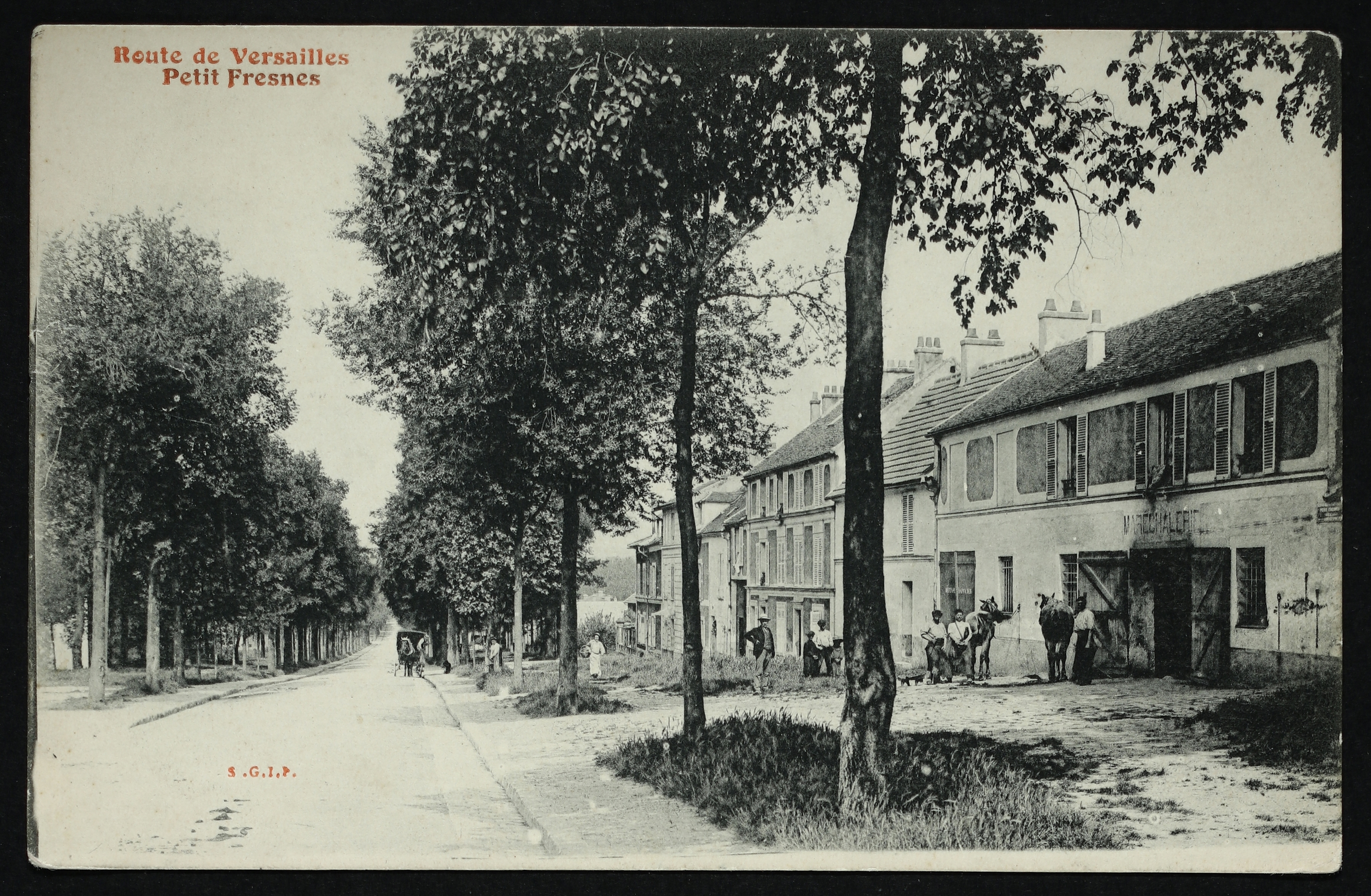
Route de Versailles au Petit-Fresnes, vers 1900.

Cette avenue commence côté ouest, au carrefour de l'Europe, où convergent l'avenue Sully-Prudhomme et la rue de Châtenay, dans l'axe de l'avenue de la Division-Leclerc. Rencontrant sur son trajet la rue des Marguerites, l'avenue Gallieni, elle passe ensuite le carrefour de l'avenue Léon-Blum et de l'avenue Le Brun, puis marque le début de la rue Velpeau. Elle se termine alors au carrefour de la Croix de Berny. Elle est desservie par la gare de La Croix de Berny et à terme par la future ligne 10 du tramway d'Île-de-France.

## Origine du nom

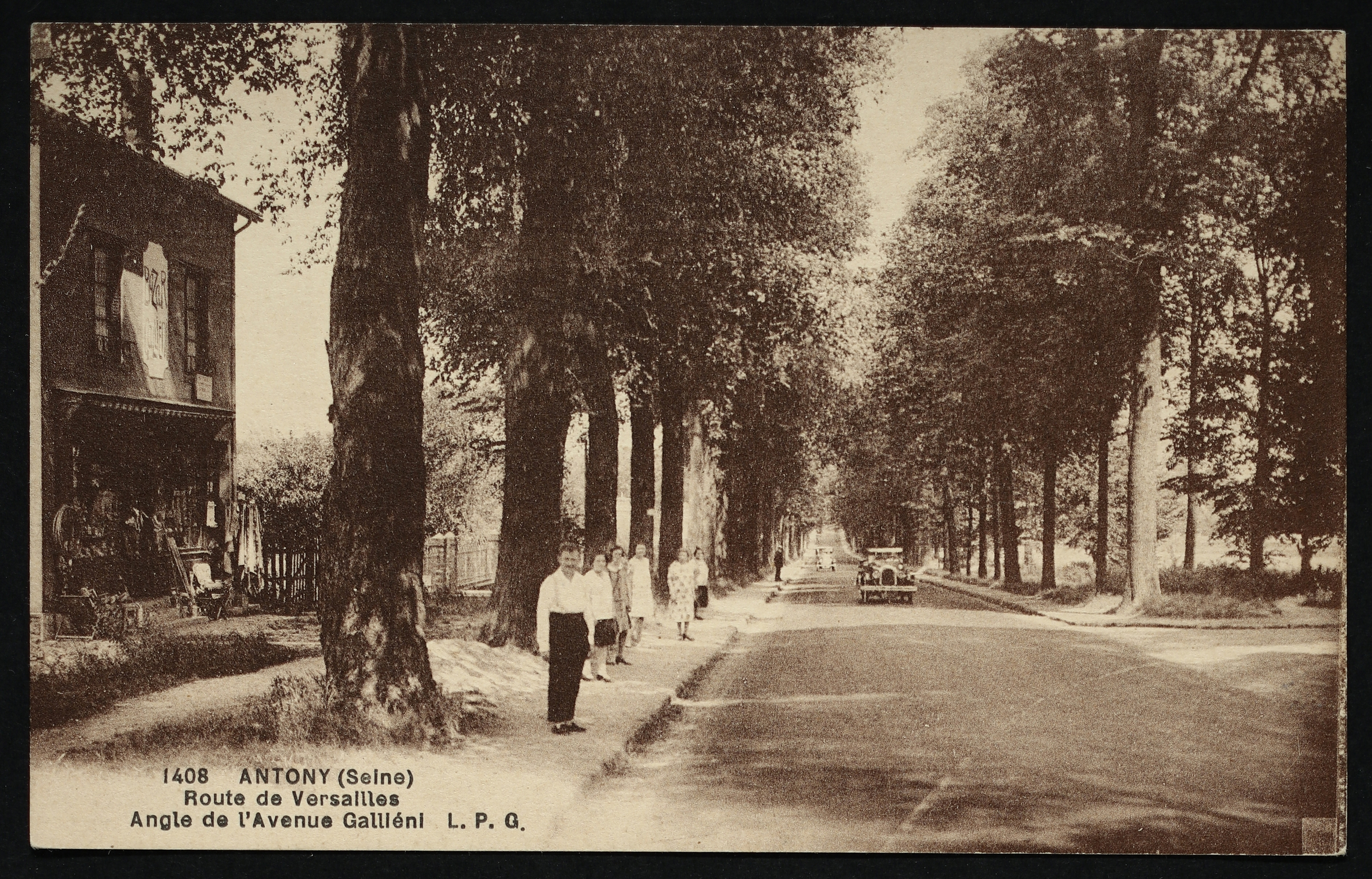
À l'angle de l'avenue Galliéni.

Cette avenue tient son nom de Charles de Gaulle (1890-1970), général, chef de la France libre et président de la République française de 1959 à 1969.

## Historique

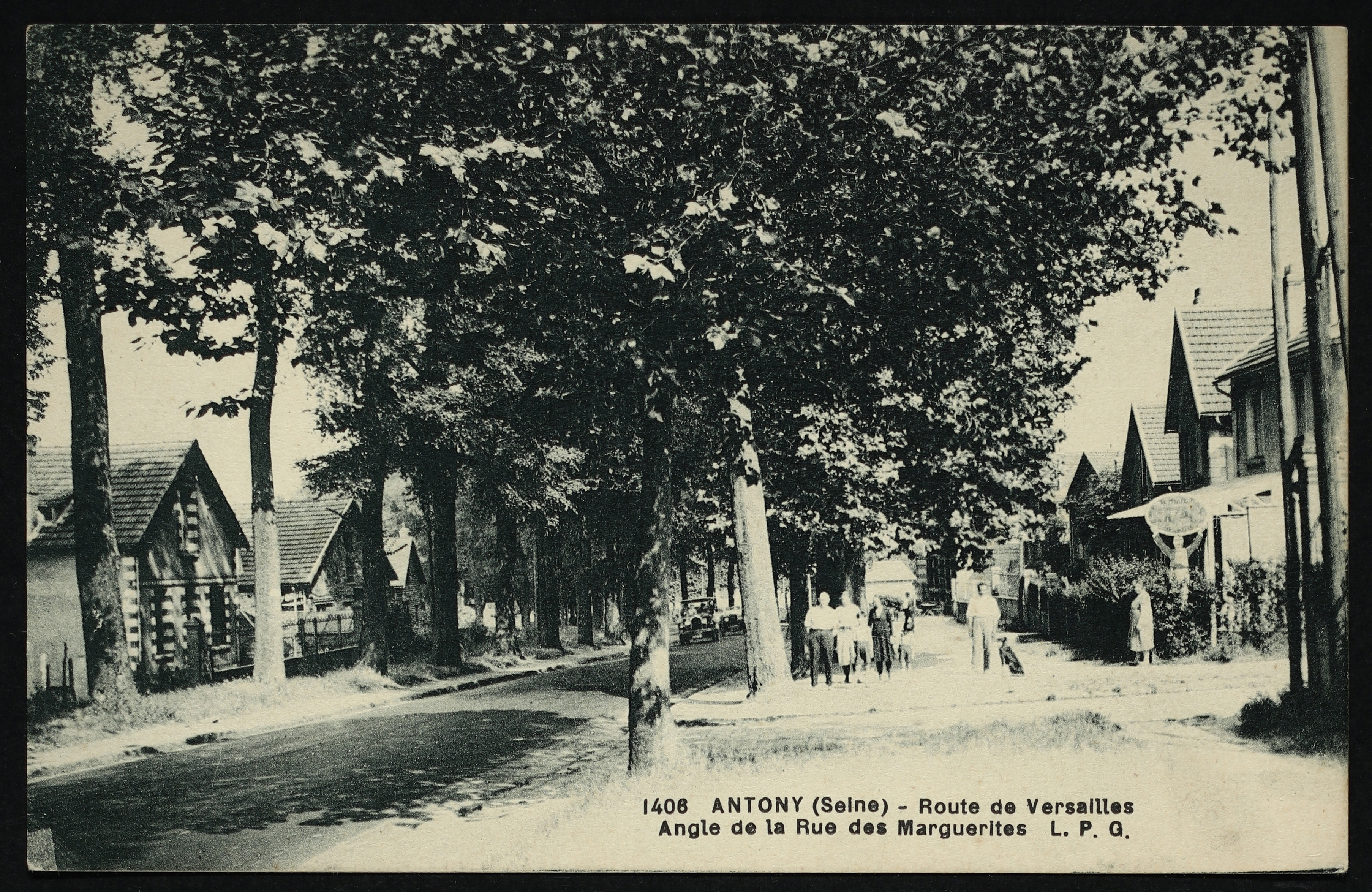
À l'angle de la rue des Marguerites.

L'avenue du Général-de-Gaulle s'appelait autrefois route de Versailles.

## Bâtiments remarquables et lieux de mémoire
- Parc de Sceaux.
- Sous-préfecture d'Antony[2].

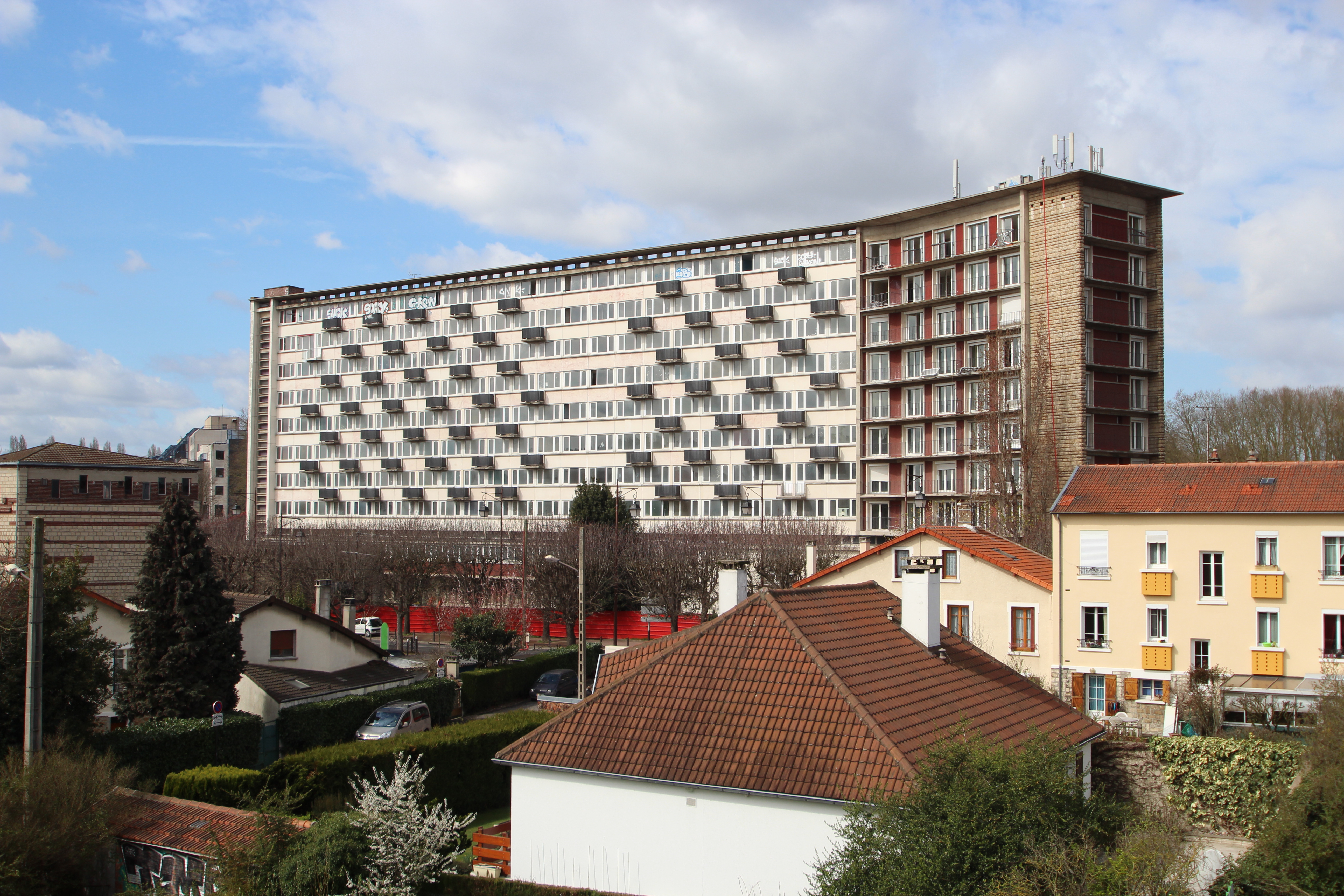
La résidence universitaire Jean-Zay à Antony, le 30 mars 2015.

- Parc interdépartemental des Sports d'Antony.
- Résidence universitaire Jean-Zay.
- Nouveau quartier Jean-Zay, construit sur l'emplacement de l'ancienne résidence universitaire[3], qui est reconstruite[4].
- Piscine de la Grenouillère[5].
- Ru des Morteaux, sous-affluent de la Seine passant sous l'avenue au niveau de la résidence universitaire.